# Джонс, Кэролин
Кэролин Джонс (англ. Carolyn Jones; 28 апреля 1930, Амарилло, Техас, США — 3 августа 1983, Уэст-Голливуд, Калифорния, США) — американская актриса, наиболее известная по роли Мортиши Аддамс в сериале «Семейка Аддамс» в 1960-х годах.

## Биография
Кэролин Сью Джонс родилась в техасском городе Амарилло 28 апреля 1930 года в семье Хлои Джинетт и Джулиуса Альфреда Джонса и была названа в честь актрисы Кэрол Ломбард. В 1934 году её отец бросил семью и её матери пришлось переехать к своим родителям, чтобы воспитать Кэролин и её сестру Бэтт.
В 1947 году Кэролин Джонс переехала в Калифорнию, где стала работать в театре Пасадины. Кэролин дебютировала в кино в 1952 году, после того, как подписала контракт с «Paramount Pictures». В 1953 году она вышла замуж за продюсера Аарона Спеллинга, приняв иудаизм, и вскоре её карьера стала развиваться активнее. Первой заметной ролью Джонс стала Кэти Грей в фильме «Дом восковых фигур» в 1953 году. Далее последовали роли в таких фильмах, как «Зуд седьмого года» (1955), «Вторжение похитителей тел» (1956) и «Человек, который знал слишком много». В 1957 году актриса была номинирована на «Оскар» за лучшую женскую роль второго плана в фильме «Мальчишник», где она сыграла экзистенциалиста. В 1958 году Кэролин Джонс стала обладательницей премии «Золотой глобус», как самая многообещающая актриса. В последующие годы наиболее примечательными фильмами с участием актрисы стали «Дыра в голове» (1959), с Фрэнком Синатрой в главной роли, «Последний поезд из Ган Хилл» (1959), «Карьера» (1959) и «Как был завоёван Запад» (1962).
В 1964 году Кэролин Джонс развелась со Спеллингом и в том же году её пригласили на роль Мортиши Аддамс в телесериале «Семейка Аддамс», за которую она была номинирована на «Золотой глобус». Её карьера пошла на спад после завершения показа сериала в 1966 году.
В 1968 году актриса вышла замуж за Герберта Грина, с которым жила вместе в Палм-Спрингс, до развода в 1977 году. В последующие годы Джонс работала в основном на телевидении, где появилась во многих сериалах, последним из которых стал «Капитолий» в 1982 году.
Свою последнюю роль ей пришлось играть в инвалидном кресле, из-за обнаруженного у неё незадолго до этого рака толстой кишки. В том же году, зная о том что она умирает, Кэролин Джонс в третий раз вышла замуж, за друга детства Питера Бейли-Бриттона. Актриса умерла 3 августа 1983 года в своём доме в Уэст-Голливуде, штат Калифорния, в возрасте 53 лет.

## Избранная фильмография
| Год       |   | Русское название                    | Оригинальное название          | Роль                                             |
| --------- | - | ----------------------------------- | ------------------------------ | ------------------------------------------------ |
| 1952      | ф | Поворотная точка                    | The Turning Point              | мисс Лиллиан Смит                                |
| 1952      | ф | Война миров                         | The War of the Worlds          | блондинка на вечеринке                           |
| 1953      | ф | Дом восковых фигур                  | House of Wax                   | Кэти Грей                                        |
| 1953      | ф | Сильная жара                        | The Big Heat                   | Дорис                                            |
| 1954      | ф | Щит для убийства                    | Shield for Murder              | девушка в баре                                   |
| 1955      | ф | Зуд седьмого года                   | The Seven Year Itch            | мисс Финч                                        |
| 1955      | с | Альфред Хичкок представляет         | Alfred Hitchcock Presents      | Памела Уоринг                                    |
| 1956      | ф | Вторжение похитителей тел           | Invasion of the Body Snatchers | Теодора «Тедди» Белисек                          |
| 1956      | ф | Человек, который слишком много знал | The Man Who Knew Too Much      | Синди Фонтейн                                    |
| 1956      | ф | Противоположный пол                 | The Opposite Sex               | Пэт                                              |
| 1957      | ф | Мальчишник                          | The Bachelor Party             | экзистенциалистка                                |
| 1958      | ф | Кинг Креол                          | King Creole                    | Ронни                                            |
| 1959      | ф | Человек в сети                      | The Man in the Net             | Линда Хэмилтон                                   |
| 1959      | ф | Дыра в голове                       | A Hole in the Head             | Ширл                                             |
| 1962      | ф | Как был завоёван Запад              | How The West Was Won           | Джули Роулингс                                   |
| 1964—1966 | с | Семейка Аддамс                      | The Addams Family              | Мортиша Аддамс / Офелия Фрамп / Дамские пальчики |
| 1966—1967 | с | Бэтмен                              | Batman                         | Марша                                            |
| 1976      | ф | Смертельная ловушка                 | Eaten Alive                    | мисс Хэтти                                       |
| 1976—1977 | с | Чудо-женщина                        | Wonder Woman                   | королева Ипполита (в 3 эпизодах)                 |
| 1977      | с | Корни                               | Roots                          | миссис Мур                                       |
| 1979      | ф | Удачи, мисс Вайкофф                 | Good Luck, Miss Wyckoff        | Бет                                              |
| 1979      | с | Лодка любви                         | The Love Boat                  | Маргарет Джером                                  |